# Зефиров, Михаил Михайлович
Михаил Михайлович Зефиров (1826—1889) — протоиерей, профессор Казанской духовной академии.

## Биография
Родился 6 (18) января 1826 года в семье бедного сельского пономаря Шацкого уезда, Тамбовской губернии.
Учился в 1840—1846 годах в Тамбовской духовной семинарии, затем в Казанской духовной академии (1846—1850). При крайней бедности он во всё время обучения отличался благонравным поведением, религиозною настроенностью и преданностью науке. В академии он вёл почти затворническую жизнь, изучил немецкий язык и перечитал массу немецких книг из академической библиотеки. Любимыми его науками были словесность и монголоведение, много переводил он с немецкого богословских статей, перевёл целый курс христианской морали Гиршера, для кандидатского сочинения взял тему: «Духовное пестунство, или частное попечение священника о своих пасомых»; от монашества он отказался, но на пастырское служение в священном сане смотрел высоко.
По окончании курса он был назначен в Саратовскую духовную семинарию преподавателем логики, психологии и патристики, но через год был возвращён в Казанскую академию — на кафедру патрологии — эту дисциплину он читал 5 лет, составив по ней обстоятельные лекции. В «Православном Собеседнике» были напечатаны первые его литературные труды по патристике: «Послания Св. Игнатия Богоносца, с предисловием к переводу их» (1855 г., кн. I) и «Жизнеописание преподобного Максима Исповедника» (против ложных мнений раскольников 1857 г., кн. II—IV).
В 1854 году он был определен на должность эконома академии, а 30 мая посвящён в священники казанской Богоявленской церкви. С осени 1854 года он стал читать лекции по гомилетике и пастырскому богословию, продолжая преподавать до 1856 года патрологию; 18 мая 1857 года он был утверждён в звании экстраординарного профессора академии.
Между тем в академии произошла смена ректора; новый, архимандрит Иоанн, не любил академических преподавателей из белого духовенства и Зефиров был перемещён читать лекции по буддизму — предмету не обязательному для студентов. Происшедшее в 1861 году на экзаменах, столкновение профессора Зефирова с архиепископом Афанасием стало поводом к увольнению его в ноябре 1862 года из академии.
С 16 февраля 1863 года он был определён законоучителем во 2-ю Казанскую гимназию; вскоре умерла его жена, оставив на его попечении четверых малолетних детей. Затем он принимал живейшее участие в судьбе только лишь начавшей тогда устраиваться крещёно-татарской школы профессора Н. И. Ильинского; законоучительствовал в педагогической школе при Казанском уездном училище для приготовления народных учителей; был членом и потом председателем Казанского уездного училищного совета. К этому времени относится его записка в защиту школьного употребления инородческих языков (напечатанная в «Сборнике документов и статей по вопросу об образовании инородцев». — СПб., 1869. — 275—334); в его приходской Богоявленской церкви положено было начало богослужению на татарском языке.
В 1867 году он был избран в члены правления Казанской духовной семинарии, а в начале 1869 года определён ректором Тамбовской духовной семинарии; был и редактором «Тамбовских епархиальных ведомостей».
В сентябре 1871 года он был определён профессором богословия в Императорский Казанский университет (с 1886 года — заслуженный профессор); в 1880 году — в Казанский ветеринарный институт. В 1881 году был избран почётным членом Казанской духовной академии.
В 1885 году он вышел в отставку, продолжая чтение лекций только в ветеринарном институте. Умер в Казани 4 (16) марта 1889 года.
Кроме церковных наград имел Орден Святой Анны 3-й степени.